# カルメン (1954年の映画)
『カルメン』（原題:Carmen Jones）は、オットー・プレミンジャー監督・製作、ハリー・クライナー脚本による1954年のアメリカ合衆国のミュージカル映画である。ブロードウェイミュージカル「カルメン・ジョーンズ」を原作とする。
「カルメン・ジョーンズ」はメリメの小説「カルメン」のビゼーによるオペラを原作としオスカー・ハマースタイン2世の脚本によって1943年に上演された。この映画にもビゼーの音楽が使われている。
1992年にアメリカ国立フィルム登録簿に登録された。

## キャスト
- カルメン・ジョーンズ：ドロシー・ダンドリッジ（声の出演：マリリン・ホーン）
- ジョー：ハリー・ベラフォンテ
- フランキー：パール・ベイリー（英語版）
- シンディ・ルー：オルガ・ジェイムズ
- ハスキー・ミラー：ジョー・アダムス
- ブラウン軍曹：ブロック・ピーターズ
- ラム・ダニエルズ：ロイ・グレン（英語版）
- マート：ダイアン・キャロル（英語版）

## 受賞とノミネート
| 映画祭・賞           | 部門                                | 候補者                         | 結果       |
| -------------------- | ----------------------------------- | ------------------------------ | ---------- |
| アカデミー賞         | 主演女優賞                          | ドロシー・ダンドリッジ         | ノミネート |
| アカデミー賞         | ミュージカル映画音楽賞              | ハーシェル・バーク・ギルバート | ノミネート |
| ゴールデングローブ賞 | 作品賞 (ミュージカル・コメディ部門) | 『カルメン』                   | 受賞       |
| 英国アカデミー賞     | 総合作品賞                          | 『カルメン』                   | ノミネート |
| 英国アカデミー賞     | 外国女優賞                          | ドロシー・ダンドリッジ         | ノミネート |
| ベルリン国際映画祭   | 銅熊賞                              | オットー・プレミンジャー       | 受賞       |
| カンヌ国際映画祭     | パルム・ドール                      | オットー・プレミンジャー       | ノミネート |
| ロカルノ国際映画祭   | 金豹賞                              | オットー・プレミンジャー       | 受賞       |
| 全米脚本家組合賞     | アメリカミュージカル脚本賞          | オットー・プレミンジャー       | ノミネート |